# 石山 (美國)

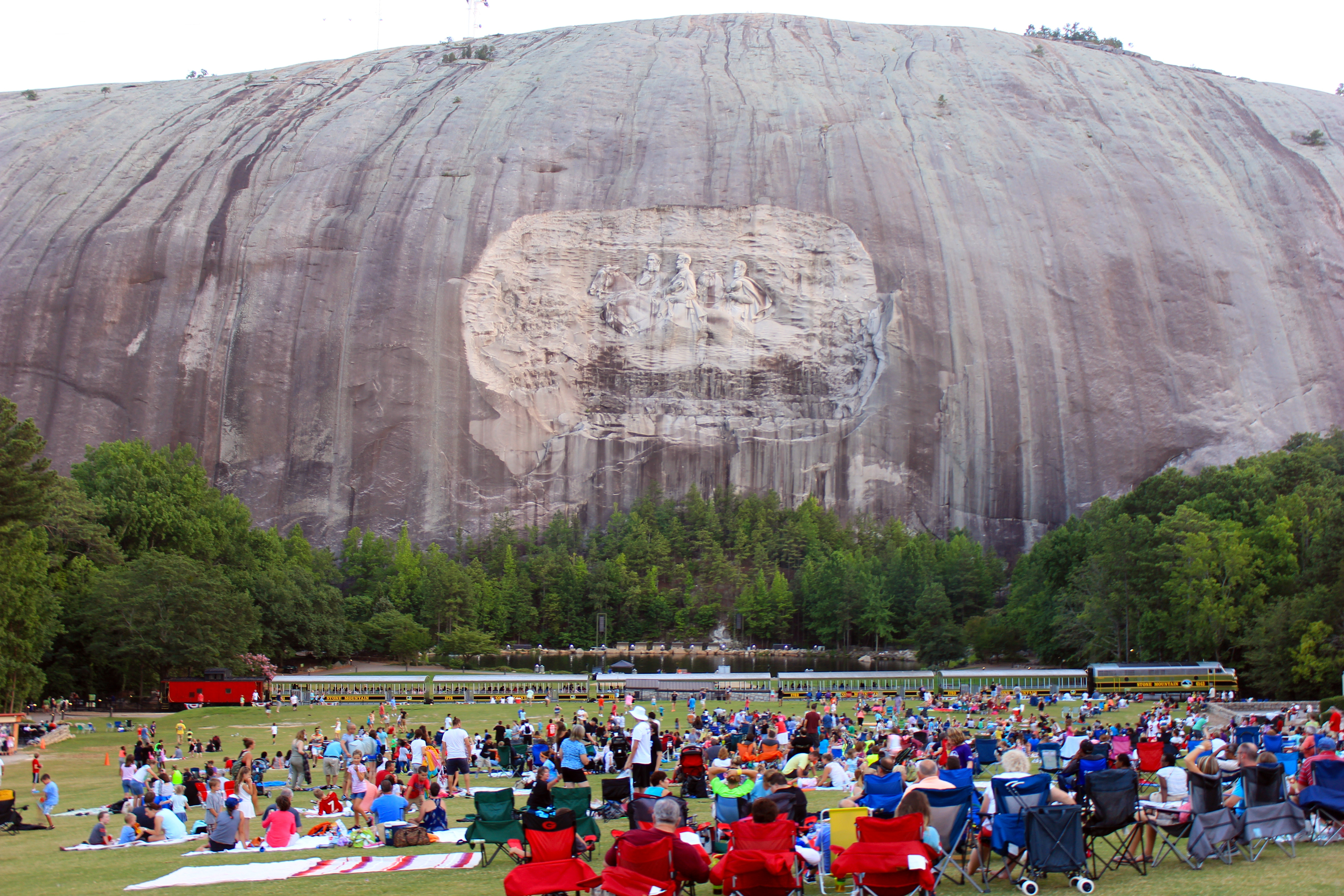
石山

石山（Stone Mountain）是位於美國喬治亞州的一座山峰，最高處的海拔高度是1,686英尺（514），相對高度是825英尺（251）。石山不僅因其的地質而聞名，也因其山上的巨大浮雕而著稱。石山上的浮雕是世界最大的刻在岩石上的浮雕，上有三名美國內戰時期的南方人物石牆傑克森、罗伯特·李和傑斐逊·戴維斯。